# Ivan Michajlovič Sečenov
Ivan Michajlovič Sečenov (rusky Иван Михайлович Сеченов; 13. srpna 1829 – 15. listopadu 1905), byl ruský fyziolog a neurolog, od roku 1869 člen-korespondent a od roku 1904 řádný člen Petrohradské akademie. Je označován jako „otec ruské fyziologie“. Věnoval se laboratornímu výzkumu elektrofyziologie, neurofyziologie a centrálního nervového systému.
Byl absolventem lékařské fakulty Moskevské univerzity. V roce 1860 obhájil disertační práci na Petrohradské lékařské univerzitě, kde pak v následujícím desetiletí učil. V roce 1870 získal titul doktora zoologie honoris causa Oděské univerzity, kde pak učil do roku 1876, kdy se stal profesorem fyziologie Petrohradské univerzity. V roce 1888 se přestěhoval do Moskvy a začal pracovat na své alma mater, nejprve jako soukromý docent a poté od roku 1891 do roku 1901 jako profesor a přednosta katedry fyziologie.
Jeho jméno nese asteroid 5234 Sechenov.

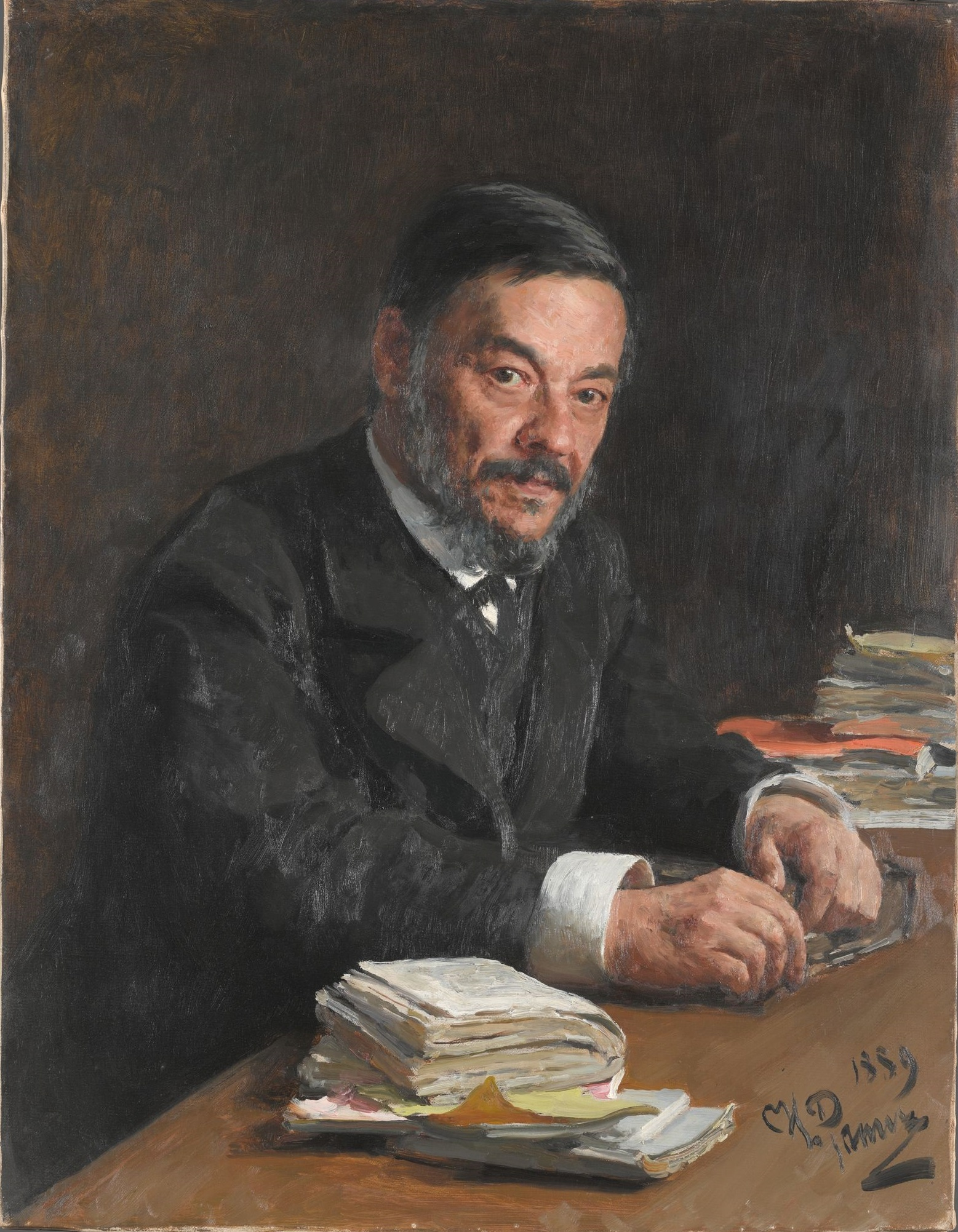
Ilja Repin: Ivan Sečenov (1889)